# Mouvement de jeunesse

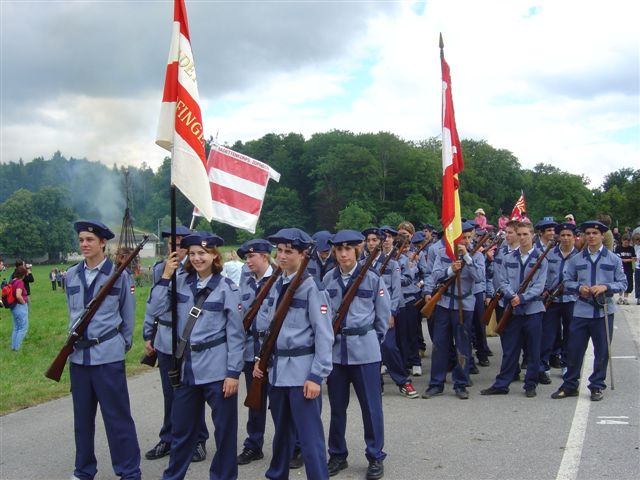
Le corps des cadets de la ville de Zofingue, en Suisse.

Un mouvement de jeunesse est une organisation à but non lucratif axée sur les jeunes pour leur éducation et leur socialisation. La plupart de ces mouvements ont des idéaux ou des valeurs qu'ils essayent de transmettre à leurs membres tels que la spiritualité, l'autonomie et le vivre-ensemble.
Un mouvement est souvent constitué de plusieurs groupements locaux. Ces mouvements ont aussi généralement pour but d'apprendre la vie en groupe, le développement personnel, la recherche d'identité et parfois la vie dans la nature.
Ces mouvements réalisent des activités qui peuvent être sportives, ludiques ou intellectuelles.
Le scoutisme est l'un des mouvements de jeunesse les plus populaires au monde de nos jours.

## Histoire

### Origine
Les historiens ne connaissent pas la date exacte où sont apparus les premiers mouvements de jeunesse,.

### Anciens mouvements de jeunesse
- Ballilas (Italie fasciste).
- Komsomol (URSS).
- Jeunesses hitlériennes (Allemagne nazie).
- Mocidade Portuguesa (Portugal de Salazar).

## Mouvement de jeunesse par pays

### Belgique
La Belgique connaît un très grand nombre de mouvements par rapport au nombre d'habitants, surtout de scoutisme,. En Belgique francophone, 100 000 jeunes participent à des activités des mouvements de jeunesse,.
Selon Adrien Mogenet, porte-parole de la Fédération des scouts, cela est dû à la bonne image de ces mouvements dans ce pays: « En Belgique, nous avons eu une politique de jeunesse très dynamique. De plus, contrairement à certains pays où les animateurs ont entre 40 et 50 ans, chez nous, ils sont bien plus jeunes : ils ont en moyenne entre 18 et 24 ans. Cela crée un certain dynamisme. »
La Défense possède elle aussi ses mouvements de jeunesses militaires comme le Corps Royal des Cadets de Marine, les Belgians Defenses Cadets et les Cadets de l’air. Ces mouvements ont pour but l’apprentissage de valeurs propres à l’armée ainsi qu’une formation théorique et pratique en fonction du mouvement choisis.

### France
Les mouvements de jeunesse (en général) sont réglementés par la loi « Association » de 1901. 
Ces mouvements commencent à se développer entre la fin de la Première Guerre mondiale et les Années 1960 en France,. 
La Fédération Léo-Lagrange est une association loi de 1901 laïque d'éducation populaire et de loisirs, à but non lucratif, qui a été fondée en 1950. Elle a obtenu la Reconnaissance d'utilité publique en France.